# 하디맨
하디맨(영어: Hardiman, 하디만)은 1965년에서 1971년 사이에 GE(General Electric)에 의해 실용적인 동력 외골격(powered exoskeleton 또는 exosuit)을 구축하려는 최초의 시도였다.  이 기계는 착용자가 1500 파운드 (680kg)의 짐을 쉽게 들어 올릴 수 있도록 고안되었다. 이 프로젝트는 이전에 하디만(Handyman)에서 일했던 엔지니어 랄프 모셔(Ralph Mosher)가 이끌었다.
프로젝트는 전반적으로 성공적이지 않았다. 완전한 외골격을 사용하려는 시도는 통제되지 않은 폭력적인 움직임을 가져 왔고 결과적으로 외골격은 내부에 있는 사람과 함께 그 힘을 자연스럽게 증폭시키는데 어려움이 있었다. 모셔(Mosher)는 인체의 연장 역할을 하는 강력한 기계를 설계하는 데 있어 이러한 어려움에 대해 힘썼으며, 자극반응 피드백을 수신하고 해석하는 능력이 낮은 기계는 이러한 기계가 작업을 수행할 때 상호 작용하는 모든 물체를 파괴할 가능성이 매우 높다고 지적했다. 당면한 작업. 1969년 제너럴 일렉트릭의 하디만 프로젝트 보고서에 따르면 "어깨 관절을 작동하기 위해 전원을 켰을 때 팔이 흔들리고 팔꿈치가 작동하는데 어려움이 있었을 것이다."(According to General Electric's Hardiman Project Report from 1969, "When turned on power to operate the shoulder joint, the arm lurched and the elbow would not operate.") 추가 연구는 한 팔에 집중되었다. 750 파운드 (340kg)의 지정된 하중을 들어 올릴 수 있지만 무게는 3/4 톤으로 들어 올릴 수있는 하중의 두 배가 약간 넘는 것이다. 모든 구성 요소가 함께 작동하지 않으면 하디맨(Hardiman) 프로젝트의 실제 사용이 제한되었다.

## 하디맨
|      |
| 예시 |

## 같이 보기
- 로봇팔